# Xénia Siska
Xénia Siska, född den 3 november 1957, är en ungersk före detta friidrottare som tävlade i häcklöpning.
Siskas främsta merit är att hon vann guld vid inomhus-VM 1985 i Paris på 60 meter häck. Hon deltog vid VM 1983 i Helsingfors på 100 meter häck men blev där utslagen i semifinalen.

## Personliga rekord
- 100 meter häck - 12,76 från 1984